# Handover

Le handover (anglicisme) ou transfert intercellulaire, est un mécanisme fondamental dans les communications mobiles cellulaires (GSM, CDMA, UMTS ou LTE par exemple).
Le handover désigne l'ensemble des opérations mises en œuvre pour permettre qu'un téléphone mobile ou un smartphone (dénommés station mobile - MS en GSM, ou user equipment dans les réseaux 3G et 4G) puisse changer de cellule radio sans interruption de la conversation ou du transfert des données.
Ce mécanisme peut être complété par un service d'itinérance, qui se manifeste dans le cas où la station mobile quitte une cellule gérée par un opérateur pour une autre appartenant à un autre opérateur, qu'il y ait, ou pas, une conversation en cours.
Le processus de handover permet à un terminal mobile de maintenir la communication en cours lors d'un déplacement. Lorsque le signal de transmission entre un téléphone et une station de transmission de base (BTS) s'affaiblit, le logiciel du téléphone cherche une autre station disponible, qui soit capable d'assurer à nouveau la continuité de la communication sans interruption.
Le handover peut également avoir lieu entre des canaux ou cellules radio gérés par une seule BTS ou un node B (on parle alors de handover intracellulaire), par exemple lorsque la station mobile passe d'un canal radio vers un autre, à cause d'une détérioration du lien radio (trop d'interférences dans la bande de fréquence du canal d'origine) ou change de secteur (les antennes sont souvent regroupées par trois sur un pylône où chacune émet dans un angle de 120°, soit 360° au total, ces 3 secteurs sont gérés par une seule BTS ou un seul node B).

## Utilité duhandover
Il existe trois cas où un handover est nécessaire pour assurer la continuité d'un appel téléphonique :
- Rescue Handover : la station mobile quitte la zone couverte par une cellule pour une autre. C'est la qualité de transmission qui détermine la nécessité du handover, qualité mesurée par le taux d'erreur, l'intensité du signal reçu (mesure du RSSI), le niveau d'interférences et le délai de propagation.
- Confinement handover : la station mobile subirait moins d'interférences si elle changeait de cellule (les interférences sont dues en partie aux autres stations mobiles actives dans la cellule). La station mobile écoute en permanence d'autres antennes pour mesurer la qualité d'une connexion à ces dernières. De plus, chaque station mobile est synchronisée avec plusieurs BTS (2G) ou Node B (3G) pour être prête en cas de handover.
- Traffic Handover : le nombre de stations mobiles est trop important pour la cellule, et des cellules voisines peuvent accueillir de nouvelles stations mobiles. Cette décision nécessite de connaître la charge des autres BTS.

Le handover tient compte de la direction du mouvement[réf. souhaitée].
En GSM, dans tous les cas, le handover est du ressort du MSC (Mobile services Switching Center ou Mobile Switching Center). En UMTS (3G), il est décidé par le RNC. Dans les réseaux 4G LTE, il se négocie directement entre les eNode B qui gèrent les cellules radio concernées.

## Types dehandovers

### Hardetsoft handovers
- Le hard handover se produit lorsque le canal radio de la cellule source est libéré et le canal dans la cellule cible est engagé[4] . Ainsi, la connexion à la cellule source est rompue avant (ou au moment de) l'établissement de la liaison avec la cellule cible. Cette méthode est appelée break-before-make (qui signifie « rompre avant de faire »). Dans ce cas, il est important de minimiser la durée d'interruption de la communication. Ce type de handover est utilisé dans les réseaux mobiles GSM et dans les réseaux 4G LTE[5] avec une durée d'interruption de quelques dizaines de millisecondes.
- Le soft handover a lieu lorsque le canal de la cellule source est maintenu pendant un certain laps de temps pendant que la liaison avec la cellule cible est engagée. Dans ce cas, la connexion avec la cellule cible est établie avant la rupture du lien avec la cellule source. Cette méthode est appelée make-before-break (qui signifie « faire avant de rompre »). Ce type de handover est utilisé dans les réseaux 3G UMTS grâce au code de brouillage (le « C » de W-CDMA) qui permet d'identifier et de recevoir simultanément depuis plusieurs cellules radio.

### Handoversintraetintersystèmes

#### En GSM
En GSM, la station mobile MS ayant déjà un canal radio dans une cellule donnée (gérée par un BSC et un MSC donnés), elle migre vers un nouveau canal. Il existe quatre types de handover :
- Handover Intra-BSC (Base Station Controller) : le nouveau canal est attribué à la MS dans la même cellule ou une autre cellule gérée par le même BSC.
- Handover Intra-MSC : le nouveau canal est attribué à la MS mais dans une cellule gérée par un autre BSC, lui-même étant géré par le même MSC.
- Handover Inter-MSC : le nouveau canal est attribué dans une cellule qui est gérée par un autre MSC.
- Handover Inter-System : un nouveau canal est attribué dans un autre réseau mobile que celui qui est chargé de la MS (exemple entre un réseau GSM et un réseau UMTS).

#### EnGPRS
- Handover Intra-SGSN : en mode paquet, le nouveau canal est attribué à la MS mais dans une cellule gérée par un autre BSC, lui-même étant géré par le même SGSN.
- 'Handover Inter-SGSN : en mode paquet, le nouveau canal est attribué dans une cellule qui est gérée par un autre SGSN.

#### En UMTS
Une station mobile (MS) a déjà un canal radio dans une cellule (gérée par un Node B et un RNC donnés) ; lorsque le signal reçu s'affaiblit, elle migre vers un nouveau canal. Il existe alors six types de handover :
- Handover Intra-RNC (Radio Network Controller) : le nouveau canal « voix » est attribué à la MS dans la même cellule ou une autre cellule gérée par le même RNC.
- Handover Intra-MSC/VLR : le nouveau canal est attribué à la MS mais dans une cellule gérée par un autre RNC, lui-même étant géré par le même MSC/VLR.
- Handover Intra-SGSN : en mode paquet (transfert de données), le nouveau canal est attribué à la MS mais dans une cellule gérée par un autre RNC, lui-même étant géré par le même SGSN.
- Handover Inter-MSC/VLR : le nouveau canal est attribué dans une cellule radio qui est gérée par un autre MSC/VLR.
- Handover Inter-SGSN : en mode paquet, le nouveau canal est attribué dans une cellule qui est gérée par un autre SGSN.
- Handover Inter-System : un nouveau canal radio est attribué dans un réseau mobile de technique différente du réseau auquel la MS était connecté (par exemple handover entre un réseau GSM et un réseau UMTS).

#### En LTE
Le réseau 4G LTE est plus simple qu'un réseau UMTS : voix (VoLTE) et données utilisent les mêmes chemins (IP) et il n'y a plus de RNC (ses fonctions sont intégrées au eNode B).
Un user equipment (généralement un smartphone) a déjà des ressources radio dans une cellule radio (gérée par un eNode B) ; lorsqu'il se déplace et que le signal reçu s'affaiblit, il migre vers une nouvelle cellule ; la décision est prise par l'eNode B. Il n'existe plus que deux types principaux de handover :
- Handover intra-eNode B : de nouvelles ressources radio (resource blocks) sont attribuées au terminal mobile dans une autre cellule radio (une autre bande de fréquence) ou un autre « secteur » gérés par le même eNode B.
- Handover inter-eNode B : de nouvelles ressources radio (resource blocks) sont attribuées au terminal dans une cellule gérée par un autre eNode B. le dialogue entre les 2 eNode B se fait par les liens X2 du réseau EUTRAN de l'opérateur mobile.

Quand le handover a lieu entre le réseau de l'opérateur d'origine et celui d'un autre opérateur mobile, on parle alors d'itinérance.